# Kazimierz Hałoń
Kazimierz Hałoń (ur. 5 maja 1915 w Brzeszczach, zm. 26 sierpnia 2000 w Krakowie) – więzień i uciekinier KL Auschwitz, działacz PPS, komendant bojówki. Wykazał się rozprowadzaniem „Gońca krakowskiego”, co miało podnosić nastroje społeczne.
W 1996 wydana została książka „W pracy i walce. Wspomnienia”, w której opisuje swoje życie, a także jego polityczne wydarzenia, z którymi miał styczność.
10 lutego 1943 roku uciekł z KL Auschwitz i przekazał o nim informacje kierownictwu krakowskiej Polskiej Partii Socjalistycznej (PPS). Relacje te były później publikowane w tajnym piśmie socjalistycznym „Wolność” w formie sześciu artykułów.
W latach 90. został członkiem Rady Serionów KS „Cracovia”.
Zmarł 26 sierpnia 2000 w Krakowie. Pochowany został na Cmentarzu Rakowickim w Krakowie (Kwatera: LVIII Rząd: płd Miejsce: 10) ze swoją żoną Ireną Hałoń z d. Korzeniak (ur. 7 lipca 1926, zm. 18 marca 2018).
Jego bratem był Edward Hałoń, działacz społeczny, pracownik naukowy.

## W pracy i walce. Wspomnienia
W 1996 w Krakowie została wydana książka „W pracy i walce. Wspomnienia”, która składa się ze wstępu i ośmiu rozdziałów.

### Wstęp
Pierwsze rozdziały obejmują okres przedwojenny i lata okupacji, zostały spisane w letnich miesiącach 1956 i 1957 roku, podczas pobytu w sanatorium w Leysin. Dwa ostatnie rozdziały powstały również w lecie w latach 1991 i 1992 roku, podczas urlopu spędzonego u córki i zięcia, którzy mieliszkali w Amelii. 

### W Brzeszczach – w domu i w pracy
Urodził się 5 maja 1915 roku w rodzinie robotniczej. Jego ojciec, Piotr, był wysoko wykwalifikowanym robotnikiem: cieślą budowlanym na Państwowej Kopalni Węgla w Brzeszczach. Matka, Maria, prowadziła dom. Posiadał dwójkę rodzeństwa: młodszą o rok siostrę Marię i młodszego brata Edwarda. Z powodu biedy i kryzysu 10 lipca 1930 jako piętnastolatek rozpoczął pracę na kopalni jako praktykakt kopalniany. Pracował tam w strasznych warunkach. W 1932 roku zapisał się do szkoły zawodowej, aby móc rozpocząć praktykę ślusarską.
Książka opowiada o życiu mieszkańców Sarej i Nowej Kolonii Robotniczej w Brzeszczach, przedstawia przebieg strajków w latach 1932–1939 i życie związków zawodowych, opisuje klasy społeczne, jakie dostrzegał w Brzeszczach w ówczesnych czasach.
W lutym 1937 roku został powołany do czynnej służby wojskowej w 5 Pułku Artylerii Ciężkiej w Krakowie. Opisywał rozmowy o zajęciu przez III Rzeszę Czechosłowacji.

### Wrzesień 1939 r. – kampania wojenna
Rozdział II opowiada o pierwszych kilkunastu dniach wojny, o 1 września i migracjach ludności wojskowej i cywilnej.
18 września skończyły się dla Hałonia działania wojskowe, marsz do Rumunii został przerwany, a on sam trafił do niewoli niemieckiej.

### W niewoli 19 września 1939 – styczeń 1941
Trzeci rozdział opowiada o historii więźniów, z którymi Hałoń przewożony i przenoszony z miejsca na miejsce. W książce znajdują się myśli i opisy przystanków po drodze. Opisuje też wigilię i święta Bożego Narodzenia spędzone w niewoli.
10 stycznia 1941 roku Hałoń uciekł z więzienia, opisał swoją podróż i powrót do rodzinnych Brzeszcz.

### W Krakowie i sosnowieckim więzieniu luty – sierpień 1941 r.
Aby nie narażać rodziny na niebezpieczeństwa, przeniósł się do Trzebini, gdzie zgłosił się na łącznika. Następnie przeniósł się do Krakowa, gdzie otrzymał fałszywy dowód na nazwisko Kazimierz Wrona. Pracował jako spawacz w Spółdzielni Straży Pożarnej. Cały czas pozostawał w konspiracyjnym kontakcie z Tadeuszem Bilewiczem, który w kwietniu 1941 roku zaproponował mu wyjazd do Zagłębia. Hałoń imał pracować w kopalni w Czeladzi, w ktorej działała silna komórka podziemnej PPS.
Kiedy chciał wracać do Krakowa z powodu aresztowań, został zatrzymany 10 lipca 1941 na dworcu w Sosnowcu. Opowiada o pierwszych tygodniach w więzieniu i o tym, jak dowiedzieli się, że zostaną przewiezieni do Auschwitz.

### W obozie Auschwitz I, wrzesień 1941 – luty 1943
Hałoń opisuje swój przyjazd do Auschwitz. Otrzymał nr 20687. Szczegółowo opowiada o warunkach, jakie panowały w obozie, a także o pracach w komando, jakie czekały na więźniów. Tłumaczy, jak więźniowie sobie pomagali, i wymienia osoby, które poznał, m.in. Józefa Putka. Za pomocą łącznika miał kontakt z rodziną i krakowską PPS. Konspirował razem z Cyrankiewiczem, planując wspólną ucieczkę z obozu. Wymyślili sposób:
Przyszedł mi do głowy bardzo prosty sposób ucieczki. Do obozu i z obozu w obrębie tzw. wielkiej posten-ketty przychodzili i wychodzili pracownicy cywilni. Gdyby tak przebrać się za robotnika i wyjść. Była to tylko kwestia ubrania, włosów i dokumentów.

(strona 110)
Cyrankiewicz stwierdził, że nie może uciekać, bo ucieczka nie jest konieczna, mu w obozie nic nie grozi, a krakowska organizacja PPS się ustabilizowała. Hałoń na początku się waha, ale w końcu postanawia uciec sam. Przed ucieczką ustalił, co ma przekazać Adamowi Rysiewiczowi, kiedy go spotka.
10 lutego zgodnie z planem ucieka i dostaje się do Jaworzna. Rozdział kończy się w momencie, kiedy Hałoń dociera do Krakowa i dopiero wtedy stwierdza, że naprawdę jest wolny.

### W krakowskiej organizacji bojowej PPS. Luty 1943 – grudzień 1944
Rozpoczyna od opisu mieszkania, w którym się znalazł, a w którym przed nim mieszkali m.in. Cyrankiewicz czy Rysiewicz. Hałoń opowiada o swoich spotkaniach z Rysiewiczem. Podczas jednego z nich, w lutym 1943, otrzymał pseudonimem „Kartuski”. Później został komendantem bojówki. Opisuje akcje, w których brał udział, m.in. rozprowadzanie fałszywego „Gońca krakowskiego”, który miał rozgrzewać nastroje w społeczeństwie.

### Pierwsze powojenne lata (luty 1945 roku – grudzień 1948)
Rozdział rozpoczyna się od opisu wyzwolenia w styczniu 1945 w Idzebniku, gdzie Hałoń został wysłany z Krakowa z powodu choroby. W pierwszych dniach lutego Hałoń powraca do wolnego już Krakowa. Opowiada o reorganizacji struktur PPS-u w powojennej Polsce, a także o własnym życiu: konieczności znalezienia mieszkania i pracy.
Hałoń na chwilę dotarł przez Wrocław do Kamiennej Góry, aby powrócić do Wrocławia na uroczystość obalenia pomnika cesarza Wilhelma I. Tam został i zaczął się angażować w działalność PPS, której rozwój opisuje w książce. 
Dalej opowiada o swoich problemach ze zdrowiem, pobycie w sanatorium w Zakopanem.
W lipcu 1948 roku, po operacji, w dobrej formie powrócił do Krakowa, gdzie skierowano go do spóldzielni pracy, zgodnie z jego zainteresowaniami i działalnością gospodarczą.

### W krakowskiej spółdzielczości pracy 1949 – 1981
Dnia 19 stycznia 1949 roku rozpoczął pracę w krakowskiej spółdzielczości w Spółdzielni Pracy Bieliźniarsko-Konfekcyjnej Ścieg, która po kilku latach działania nadawała się jedynie do likwdacji.
Hałoń opisuje prace reorganizacyjne, jakie prowadzał w działaniu spółdzielni, a także remontach i połączeniach z innymi spółdzielniami. Opowiada także o polityce związanej z działalnością spółdzielni.